# Rudolf Waniek

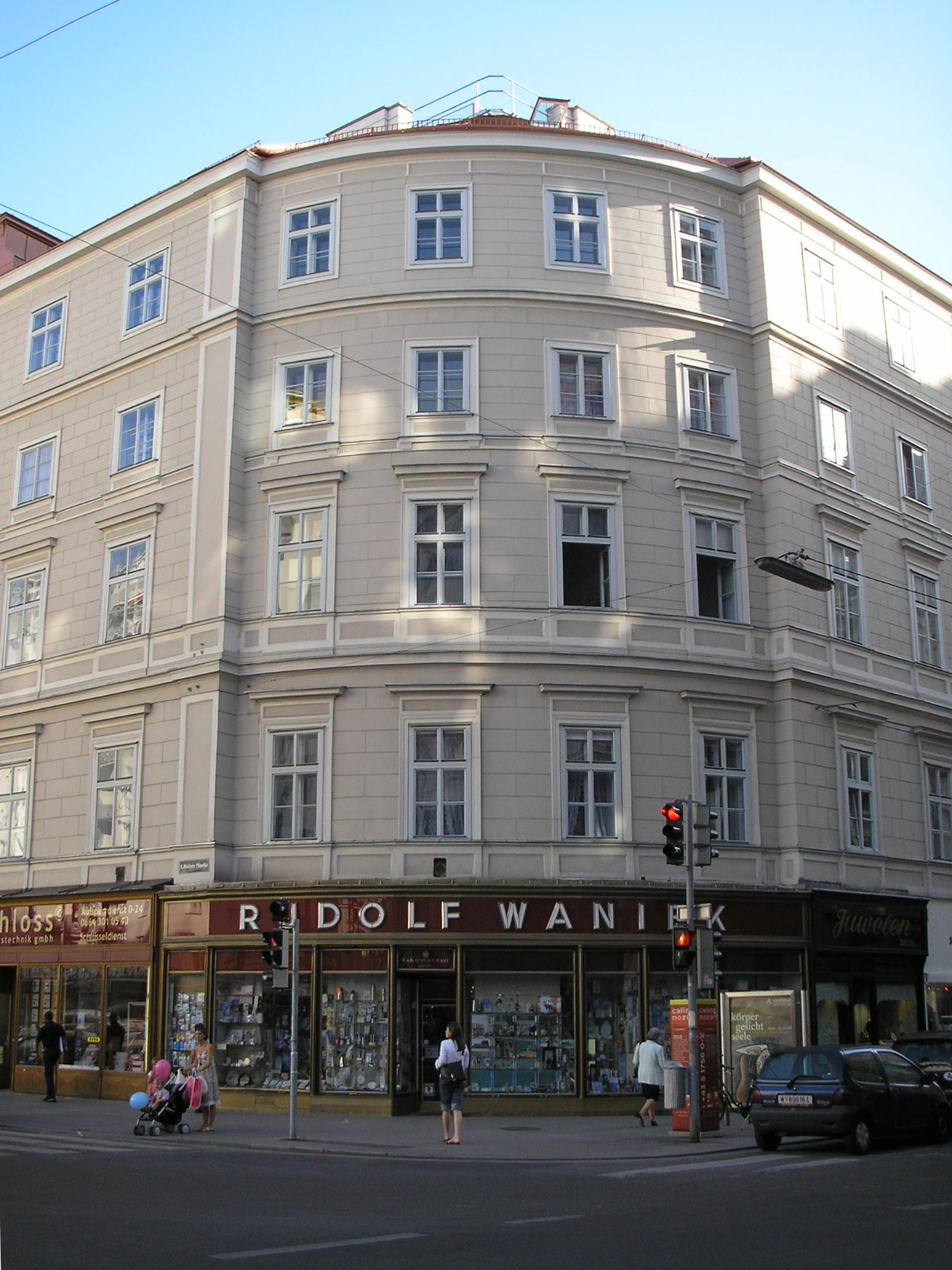
Rudolf Waniek KG am Hohen Markt 5 in Wien

Rudolf Waniek KG war ein Spezialhaus für Haus- und Küchengeräte in Wien und ehemaliger k.u.k. Hoflieferant. Das Geschäft lag am Hohen Markt 5 im 1. Wiener Gemeindebezirk Innere Stadt.

## Geschichte
Rudolf Waniek gründete 1850 ein „Etablissement für Kücheneinrichtungen und Hauskomfort“. Mit Erfolg konnte er seine Waren an den kaiserlichen Wiener Hof liefern und erhielt später das Privileg eines k.u.k. Hoflieferanten. Es ist nicht genau dokumentiert welche Waren er an den Hof lieferte, jedoch sind in der Silberkammer der Hofburg zum Beispiel „Sulzformen“ ausgestellt, die Waniek laut Lieferantenbuch geführt hat. Rudolf Waniek hatte einen großen adeligen Stammkundenkreis, dessen Nachfahren bis heute im Geschäft einkaufen.
Der Sohn von Rudolf Waniek, Herbert Waniek (1897–1949), entschloss sich, nicht in die Fußstapfen seines Vaters zu treten und entschied sich stattdessen für eine Karriere als Regisseur. Er inszenierte unter anderem im Burgtheater.
Die Mutter des jetzigen Besitzers arbeitete nach dem Ersten Weltkrieg bei Waniek als Verkäuferin. Nachdem Herbert Waniek nicht Nachfolger wurde, übernahm sie das Geschäft ab 1940.
Der Hohe Markt wurde im Zweiten Weltkrieg schwer bombardiert. Das Haus am Hohen Markt 5 wurde ebenfalls getroffen, das Geschäft Waniek blieb aber unbeschädigt. Waniek konnte sich in den Nachkriegsjahren wieder erholen und auch gegen wachsende Mietpreise durchsetzen, die der Eigentümer verlangte. Nach dem Tod des Inhabers Heinrich Sommer im Herbst 2015 und Ankündigung einer massiven Erhöhung der Miete entschieden sich 2016 Sommers Witwe und Tochter zur Schließung des Geschäftes.
Das Geschäft war bekannt für seine vielen kleinen „Helferlinge“ für Küche und Haushalt. Bekannte Produkte waren Keksbäcker wie „Welser Ringerl“, „Linzer Ausstecher“ und „Wiener“. Waniek führte auch rare Küchengeräte wie zum Beispiel Milchwächter.

## Galerie

Alte Zeitungswerbung aus dem Jahre 1907
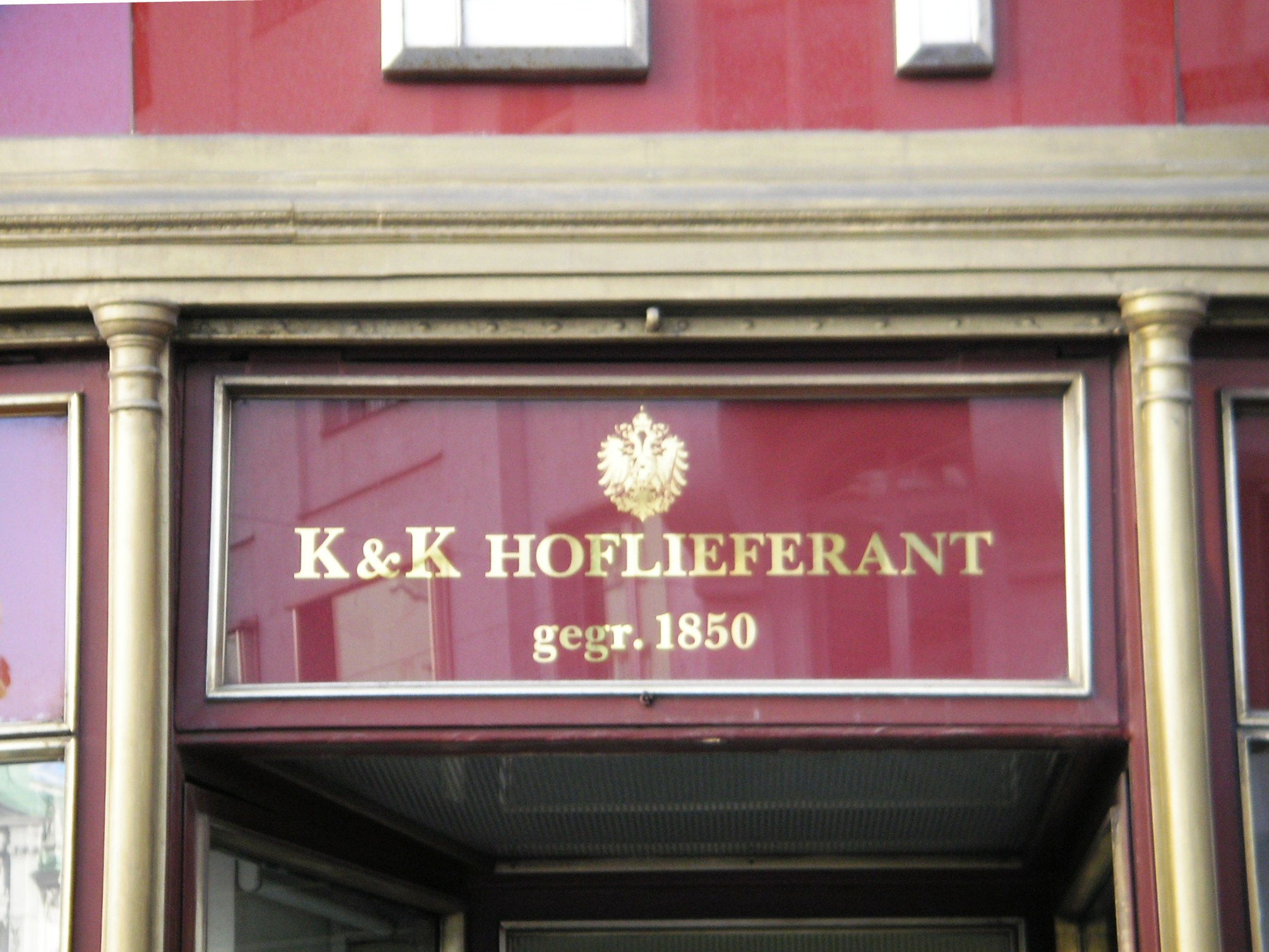
Kaiserlicher Doppeladler am Eingang
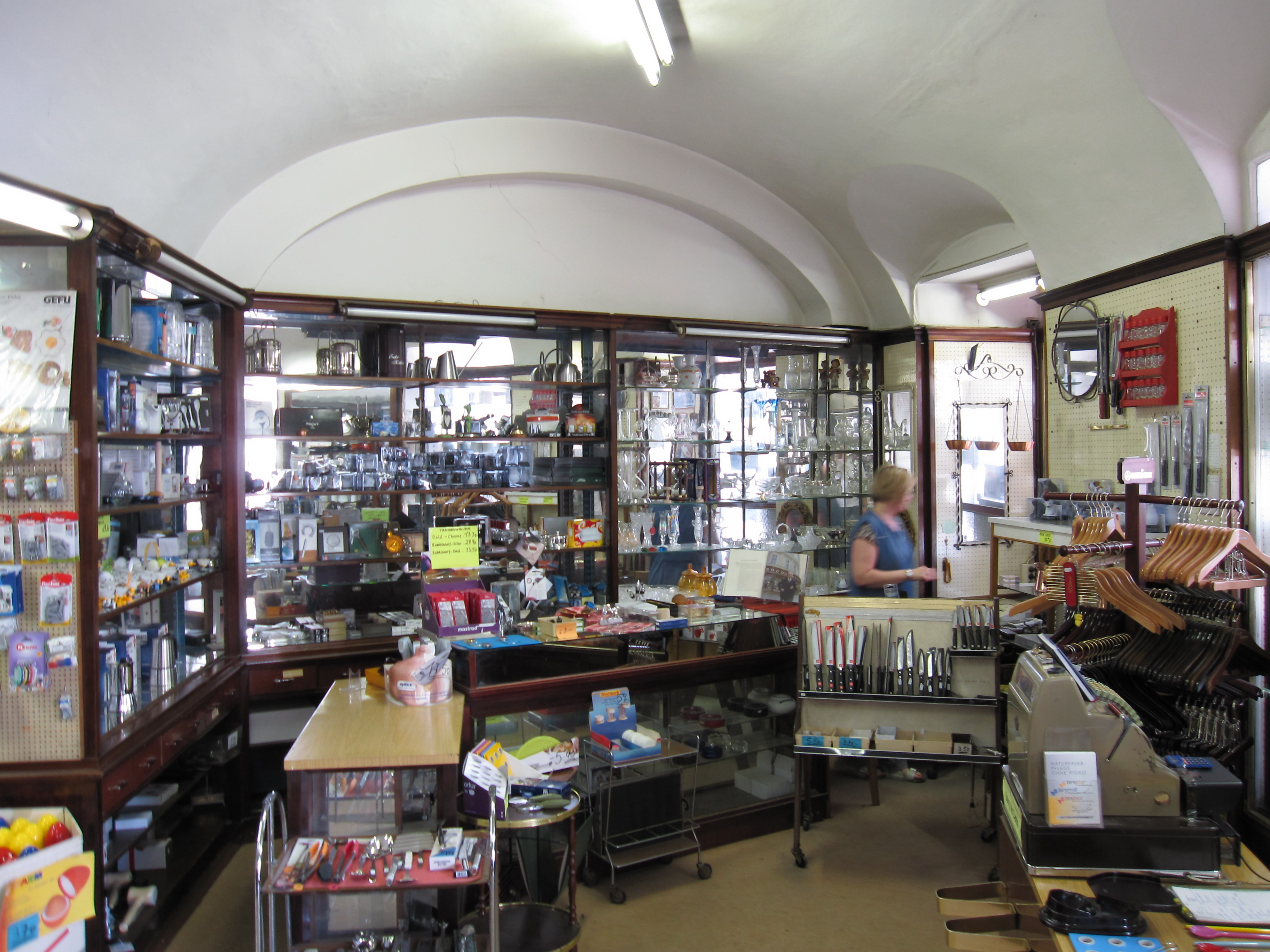
Innenansicht vom Rudolf Waniek